# Куртаж
Куртаж (от фр. courtage, англ. courtage) — комиссия.
1. В биржевом деле — вознаграждение, получаемое биржевым брокером, маклером за посредничество в биржевых сделках. Куртаж рассчитывается в 1000-ных долях от объёма суммы заключённой сделки о купле-продаже и уплачивается брокеру, маклеру как продавцом, так и покупателем товара. Куртаж дифференцирован по видам ценных бумаг (государственные бумаги, прочие облигации, бумаги по дивидендам) и в зависимости от курсовой стоимости или вида сделок. Для свободных маклеров фиксированные куртажные ставки не устанавливаются. Банки включают куртаж, уплаченный маклеру, в выставляемый клиенту счёт.
2. В страховом деле — вознаграждение, получаемое страховым маклером за сделку, организованную для страховщика.
3. Контракт, по которому посредник устанавливает контакт между 2-мя сторонами для заключения между ними соглашения, за что и получает вознаграждение, не зависящее от исполнения соглашения.

## В культуре
Термин «куртаж» встречается в произведении А. Дюма «Граф Монте-Кристо» (Часть 2-я. Глава VII "Тюремные списки"):

:
«Радость озарила лицо г-на де Бовиль; но он взял себя в руки и сказал:
- Милостивый государь, я должен Вас предупредить, что по всей вероятности, Вы не получите и 6% с этой суммы.
- Это меня не касается, — отвечал англичанин, — это дело банкирского дома Томсон и Френч, от имени которого я действую. Может быть, в его интересах ускорить разорение конкурирующей фирмы. Как бы то ни было, я готов отсчитать Вам сейчас же эту сумму под Вашу передаточную надпись; но только я желал бы получить с Вас куртаж.
- Да разумеется! Это более чем справедливое желание! — воскликнул господин де Бовиль. — Куртаж составляет обыкновенно 1½%; хотите 2? 3? 5? хотите больше? Говорите!
- Милостивый государь, — возразил, смеясь, англичанин, — я — как моя фирма; я не занимаюсь такого рода делами; я желал бы получить куртаж совсем другого рода.
- Говорите, я Вас слушаю.
- Вы инспектор тюрем?
- Уже 15-й год.
- У Вас ведутся тюремные списки?
- Разумеется.
- В этих списках, вероятно, есть отметки, касающиеся заключённых?
- О каждом заключённом имеется особое дело.
- Так вот, милостивый государь, в Риме у меня был воспитатель, некий аббат, который вдруг исчез. Впоследствии я узнал, что он содержался в замке Иф, и я желал бы получить некоторые сведения об его смерти.
- Как его звали?
- Аббат Фариа».